# 茶店头遗址
茶店头遗址，位于江苏省苏州市虎丘区高景山东北，年代为新石器时代。为苏州市文物保护单位。
茶店头遗址遗址于1985年被发现，面积约4000平方米。出土有石器、陶器等，部分遗址因开河工程被毁。根据文物判断该遗址与马桥遗址有相似之处，为新石器时代至商周时期。